# Schizobopyrina bombyliaster
Schizobopyrina bombyliaster is een pissebed uit de familie Bopyridae. De wetenschappelijke naam van de soort is voor het eerst geldig gepubliceerd in 2004 door Williams & Christopher B. Boyko.